# Elsa Rendschmidt
Elsa Helene Rendschmidt (Berlín, 11 de gener de 1886 – Celle, Niedersachsen, 9 d'octubre de 1969) va ser una patinadora artística sobre gel alemanya que va competir a començaments del segle xx.
El 1908 va prendre part en els Jocs Olímpics de Londres, on guanyà la medalla de plata en la prova individual femenina del programa de patinatge artístic. Fou superada en la classificació per la britànica Madge Syers. Amb aquesta medalla fou la primera alemanya en guanyar una medalla en uns Jocs.
Disputà diversos campionats del món, sent la millor posició la segona obtinguda el 1908 i 1910.

## Palmarès

### Individual
| Competició           | 1906 | 1907 | 1908 | 1909 | 1910 | 1911 |
| -------------------- | ---- | ---- | ---- | ---- | ---- | ---- |
| Jocs Olímpics        |      |      | 2n   |      |      |      |
| Campionat del món    | 4t   | 4t   | 2n   |      | 2n   |      |
| Campionat d'Alemanya |      |      |      |      |      | 1r   |